# Stylopoma herodias
Stylopoma herodias är en mossdjursart som beskrevs av Hayward och Ryland 1995. Stylopoma herodias ingår i släktet Stylopoma och familjen Schizoporellidae. Inga underarter finns listade i Catalogue of Life.